# Platyrhacus ligula
Platyrhacus ligula är en mångfotingart som beskrevs av Henri W. Brölemann 1898. Platyrhacus ligula ingår i släktet Platyrhacus och familjen Platyrhacidae. Inga underarter finns listade i Catalogue of Life.